# Incendio de la discoteca Lobohombo
El incendio de la discoteca Lobohombo fue un incendio producido la madrugada del 20 de octubre de 2000 en Lobohombo, un antro ubicado en la colonia San Rafael de la Ciudad de México. Este incendio dejó un saldo de 22 muertos y 40 heridos. La tragedia destacó porque las salidas de emergencias del lugar estaban cerradas con candados. Por ello los distintos ordenamientos de la capital mexicana en la operación de negocios recreativos como bares, discotecas o locales musicales, cambiaron tras el incendio para reforzar las medidas de desalojo en caso de emergencias. En el local en donde existió la discoteca fue construida una estación de bomberos.

## La discoteca
La discoteca Lobohombo fue inaugurada el 27 de mayo de 2000, siendo un local de grandes dimensiones que fue equipado con costosos equipos de audio, video, luces y efectos especiales. Fue calificada por los medios entonces como «una de las discotecas más modernas de América Latina». La ambientación del lugar, una discoteca destinada a la música tropical, era la de una selva, con decoraciones sintéticas en los techos. El negocio era propiedad de los empresarios Alejandro Iglesias y Antonio Grez, y al mismo acudían personas afamadas de la política y el entretenimiento. En los meses en que operó Lobohombo, se presentaron músicos como Gilberto Santa Rosa y Maelo Ruiz. Lobohombo había sido clausurada tres veces por operar de manera irregular.

## El incendio
Cerca de las 5:00 de la mañana del 20 de octubre de 2000, se suscitó un incendio provocado por el sobrecalentamiento interno de un conductor eléctrico, lo que provocó cortos circuitos en la cabina de iluminación y un incendio que se propagó rápidamente por todo el techo, lleno de materiales inflamables. Materiales del techo empezaron a desprenderse en llamas, sobre las personas que estaban al interior del lugar, las cuales buscaban escapar y corrieron hacia la salida. La mayor parte de las personas que estaban al interior de la discoteca lograron escapar, pero la salida fue difícil porque las puertas de salida del lugar en un principio fueron bloqueadas por los empleados del lugar y las salidas de emergencia del lugar eran insuficientes, además, se encontraban cerradas con candados para evitar que la gente dejara el lugar sin pagar. La estructura del sitio colapsó parcialmente por el fuego.
El Heroico Cuerpo de Bomberos de la Ciudad de México tardó dos horas en controlar el incendio, para lo cual tuvieron que hacer hoyos en las paredes para ingresar al local y extinguir las llamas. Según la Ley de Establecimientos Mercantiles del Distrito Federal, el sitio debió haber cerrado dos horas antes, pero operaba a pesar de ello debido a una fiesta privada.

## Consecuencias
Tras la tragedia el Gobierno del Distrito Federal expropió el terreno de la discoteca, indemnizando al dueño del mismo. En ella construyó la estación de Bomberos "Ave Fénix", completada en 2006. El edificio estuvo a cargo del despacho BGP, diseñado por Bernardo Gómez Pimienta, Julio Amezcua, Francisco Pardo y Hugo Sánchez. Dicha estación además de fungir como sitio para la atención de urgencias fue dotado de instalaciones educativas y formativas para nuevos bomberos.

## En la cultura popular
Esta tragedia fue representada en la televisión por primera vez en 2001 en Mujer, casos de la vida real en el episodio "Trampa Mortal" en donde en lugar de haberse llamado Lobohombo se llamaba "Copas y Compiños", de nueva cuenta fue representado en 2019 en la telenovela mexicana Por amar sin ley en donde en lugar de haberse llamado Lobohombo se llamaba "La Cueva". también tuvo una representación en la 5.ª temporada de la serie de Telemundo "El Señor de los Cielos" donde se hacía llamar "Lobo Dandi".
En el doblaje mexicano de Mike, Lu y Og, en el episodio "La isla se hunde", Qeecks, interpretado por Javier Rivero, hace mención a la discoteca luego de una explosión.
En el año 2001, en una promoción para la película Shrek dentro del programa de Televisa XHDRBZ, se hizo una referencia al incendio de la discoteca, específicamente en la escena del escape de la torre del dragón.